# Röd hökfisk
Röd hökfisk (Neocirrhites armatus) blir upp till 9 cm. Den röda hökfisken förekommer i Stilla havet. Den hör till familjen hökfiskar.
Utbredningsområdet sträcker sig från Ryukyuöarna i norr till Stora barriärrevet i syd och österut till Pitcairnöarna. Den vistas nära kusten där den dyker till ett djup av 25 meter. Arten besöker vanligen koraller av släktena Pocillopora och Stylophora. Individerna lever främst ensam.
Flera exemplar fångas och säljs som akvariefiskar. Ett framtida hot är försvinnandet av korallrev. IUCN listar arten som livskraftig (LC).